# Carl Walther GmbH Sportwaffen
Carl Walther GmbH Sportwaffen (tidigare Walther Waffenfabrik) är en tysk vapentillverkare. 
I mer än 100 år har Walther gjort stora genombrott i utvecklingen av pistoler. Många av deras pistoler har blivit legendariska, bland annat PPK och P99, som är favoritvapnet till både den fiktive agenten James Bond och den norske mästerdetektiven Knut Gribb. Walther producerar både vapen för sport och militära föremål, med inriktning på tekniskt avancerade produkter för sportskyttar.

## Skyttevapen
- Pistoler
  - Walther PP / PPK
  - Walther P38
  - Walther SSP
  - Walther P99
  - Walther P22
  - Walther GSP
  - Walther LP500

- Gevär
  - Walther WA2000 (7.62 x 51mm / .300 Magnum / 7.5 x 55mm)
- Tävlingsgevär
  - Walther LG400 (4.5mm)
  - Walther LG500 (4.5mm)
  - Walther KK500 (.22LR)(5.6 x 15mm)

- Maskinpistoler
  - Walther MP (9x19mm)